# موسى ماسايا
موسى ماسايا (بالإنجليزية: Moses Masaya)‏ هو نحات زيمبابوي، ولد في 1940، وتوفي في 1995.